# Stazione di Sanluri Stato
Stazione di Sanluri Stato vasútállomás Olaszországban, Szardínia régióban, Sanluri településen.

## Vasútvonalak
Az állomást az alábbi vasútvonalak érintik:
- Cagliari–Golfo Aranci Marittima-vasútvonal

## Kapcsolódó állomások
A vasútállomáshoz az alábbi állomások vannak a legközelebb: 
- Stazione di Samassi-Serrenti
- Stazione di San Gavino
- Stazione di San Gavino